# Jean Brankart
Jean Brankart est un coureur cycliste sur route et sur piste belge, né le 12 juillet 1930 à Momalle (Remicourt) et mort le 23 juillet 2020 à Liège.

## Biographie
Il a été coureur cycliste professionnel de 1953 à 1960, remportant au total 27 victoires au cours de sa carrière. Son plus grand exploit est sa deuxième place dans le Tour de France 1955 derrière le Français Louison Bobet, après avoir gagné deux étapes. Il était doué pour le contre-la-montre comme l’attestent sa victoire dans le contre-la-montre lors de la 21e étape du Tour de France 1955 et ses victoires en poursuite de 1956, 1958 et 1959 aux championnats nationaux de Belgique sur piste. En montagne aussi il a bien réussi, classé meilleur grimpeur dans le Tour d'Italie en 1958 et troisième dans cette catégorie dans le Tour de France 1955. En 1960, des problèmes cardiaques l’ont contraint à mettre fin à sa carrière cycliste.

## Palmarès sur route

### Palmarès année par année
- 1950
  - 4e étape du Tour du Limbourg amateurs
- 1952
  - Tour de Belgique indépendants :
    - Classement général
    - 6e étape (contre-la-montre)

  - Étoile namuroise
  - 2e de Liège-Charleroi-Liège
- 1953
  - 4e étape du Circuit des Six Provinces (contre-la-montre)
  - 2ea étape du Critérium du Dauphiné libéré (contre-la-montre par équipes)
  - 2e du Tour de Hesbaye
  - 9e du Critérium du Dauphiné libéré
- 1954
  - 2e du Circuit des Six Provinces
  - 2e de l'Omloop van de Gete
  - 2e du Grand Prix des Nations
  - 9e du Tour de France
- 1955
  - 3ea étape des Trois Jours d'Anvers (contre-la-montre)
  - 8e étape du Tour de Suisse (contre-la-montre)
  - 18e et 21e (contre-la-montre) étapes du Tour de France
  - Circuit du Brabant central
  - 2e du Week-end ardennais
  - 2e du Tour de France
  - 3e de Liège-Bastogne-Liège
  - 3e du Grand Prix Martini
  - 3e du Grand Prix de Lugano
  - 3e du Trophée Baracchi (avec Marcel Janssens)
  - 3e du Challenge Desgrange-Colombo
  - 5e du Tour de Suisse
  - 7e de la Flèche wallonne
  - 7e de Paris-Tours
- 1956
  - Grand Prix de la Banque
  - 3ea étape du Tour de Belgique (contre-la-montre)
  - 3e du Tour de Belgique
  - 7e du Tour d'Italie
- 1957
  - 2ea étape des Trois Jours d'Anvers (contre-la-montre)
  - 3e de Paris-Nice
  - 3e du Grand Prix des Ardennes
- 1958
  -  Classement de la montagne du Tour d'Italie
  - 2e des Quatre Jours de Dunkerque
  - 2e du Tour d'Italie
  - 10e de Milan-San Remo
- 1959
  - 13e étape du Tour d'Espagne (contre-la-montre par équipes)
  - Grand Prix du Midi libre :
    - Classement général
    - 3ea étape (contre-la-montre)

  - 10e du Tour de France

### Résultats sur les grands tours

#### Tour de France
6 participations
- 1954 : 9e
- 1955 : 2e, vainqueur des 18e et 21e (contre-la-montre) étapes
- 1956 : 39e
- 1958 : abandon (20e étape)
- 1959 : 10e
- 1960 : abandon (12e étape)

#### Tour d'Italie
2 participations 
- 1956 : 7e
- 1958 : 2e,  vainqueur du classement de la montagne

#### Tour d'Espagne
1 participation 
- 1959 : abandon (17e étape), vainqueur de la 13e étape (contre-la-montre par équipes)

## Palmarès sur piste
- 1955

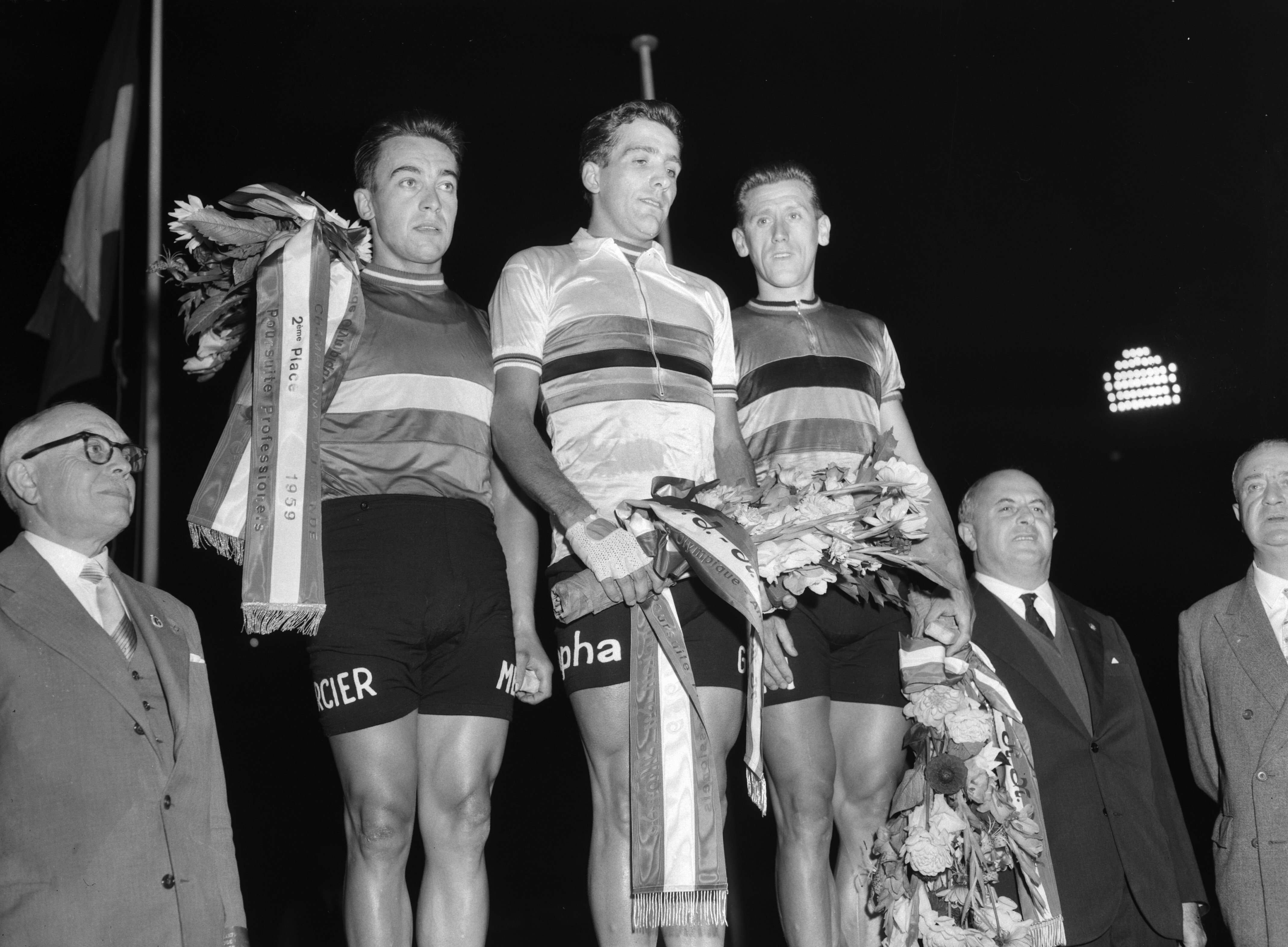
Albert Bouvet, Roger Rivière, et Jean Brankart en 1959, lors des championnats du monde de poursuite

  -  Champion de Belgique de poursuite
  - 2e des Six Jours de Bruxelles (avec Stan Ockers)
- 1958
  -  Champion de Belgique de poursuite
  - 3e des Six Jours de Bruxelles (avec Gerrit Schulte)
- 1959
  -  Champion de Belgique de poursuite
  -  3e du championnat du monde de poursuite